# ماري جالان
ماري جالان هي ممثلة بلجيكية، ولدت في 18 يونيو 1975 في بلجيكا. من الجوائز التي نالتها جائزة رومي شنايدر ‏ سنة 1996.

## جوائز وترشيحات
جوائز
- جائزة رومي شنايدر [الإنجليزية]‏ (1996)

ترشيحات
- جائزة سيزار لأفضل ممثلة (1998)
- جائزة سيزار لأفضل ممثلة (2012)

## وصلات خارجية
- ماري جالان على موقع IMDb (الإنجليزية)
- ماري جالان على موقع قاعدة بيانات الأفلام العربية
- ماري جالان على موقع ألو سيني (الفرنسية)
- ماري جالان على موقع أول موفي (الإنجليزية)
- ماري جالان على موقع قاعدة بيانات الأفلام السويدية (السويدية)
- ماري جالان على موقع إن إن دي بي (الإنجليزية)
- ماري جالان على موقع ديسكوغز (الإنجليزية)
- ماري جالان على موقع قاعدة بيانات الفيلم (الإنجليزية)
- ماري جالان على موقع كينوبويسك (الروسية)